# 1762 Russell
1762 Russell este un asteroid din centura principală, descoperit pe 8 octombrie 1953, de Goethe Link Obs..